# Elektrownia jądrowa Isar
Elektrownia jądrowa Isar (niem. Kernkraftwerk Isar, też Elektrownia jądrowa Isar/Ohu) – elektrownia jądrowa w Niemczech w kraju związkowym Bawaria niedaleko Landshut. Wykorzystuje 1 reaktor PWR o mocy 1410 MW netto, który został zamknięty w nocy z 15 na 16 kwietnia 2023 roku.

## Historia

### KKI 1

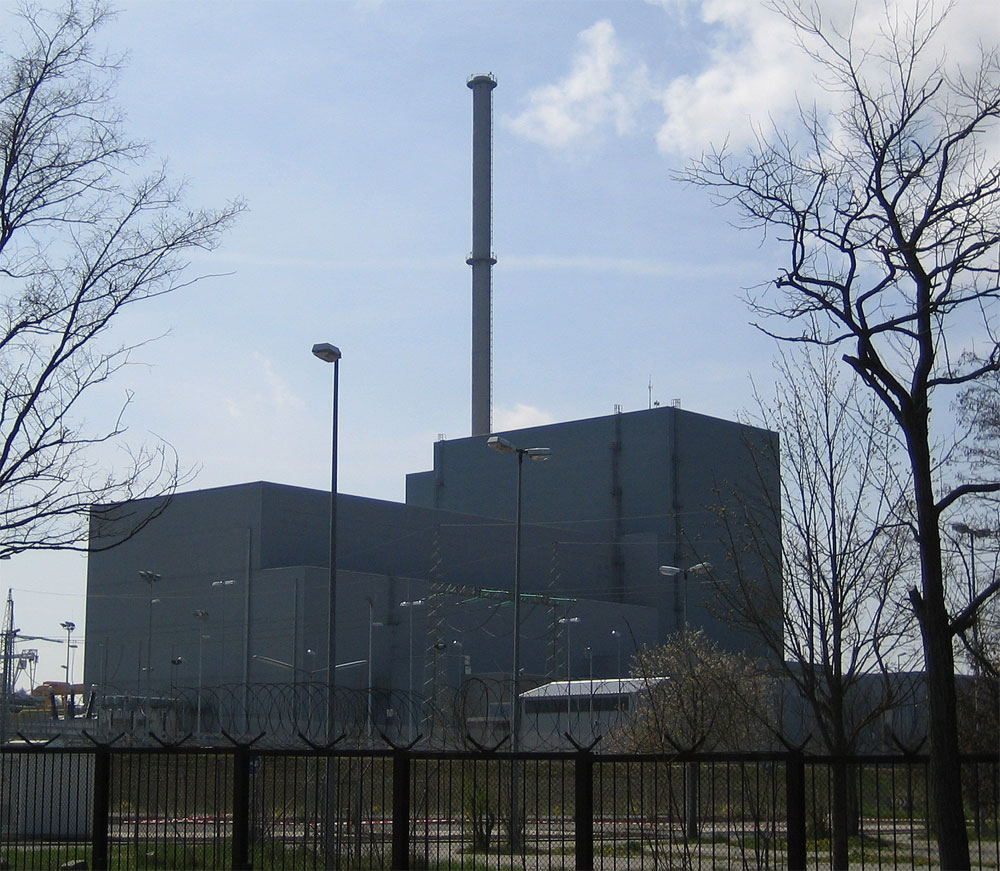
Blok 1

Budowa pierwszego bloku nowej elektrowni jądrowej na terenie Bawarii ruszyła w 1972 r. Blok ten był bliźniaczo podobny do czterech innych elektrowni atomowych – niemieckich elektrowni Brunsbüttel, Philippsburg (blok 1), Krümmel oraz austriackiej Zwentendorf. W grudniu 1977 r. miało miejsce pierwsze uruchomienie, a półtora roku później blok 1 włączono do właściwej eksploatacji.
Zgodnie z przyjętą w 2000 r. przez Niemcy polityką dot. energii atomowej, blok 1 elektrowni Isar powinien był zostać wyłączony z eksploatacji do 2011 r. Operator elektrowni, spółka E.ON, zainwestował jednak 800 mln euro w prace modernizacyjne na rzecz zwiększenia bezpieczeństwa, w związku z czym w październiku 2010 r. przedłużono jednak okres działalności reaktora o kolejnych 8 lat do 2019 r. Po katastrofie w elektrowni jądrowej Fukushima Daiichi w marcu 2011 r. zadecydowano o tymczasowym wyłączeniu bloku 1 ze względów bezpieczeństwa. Następnego dnia poinformowano, że moc bloku zostanie zmniejszona do 15%, jednak 17 marca ministerstwo środowiska Bawarii nakazało wyłączenie reaktora, co stało się tego samego dnia. Od tego czasu reaktor pozostaje wyłączony na stałe.
 

### KKI 2

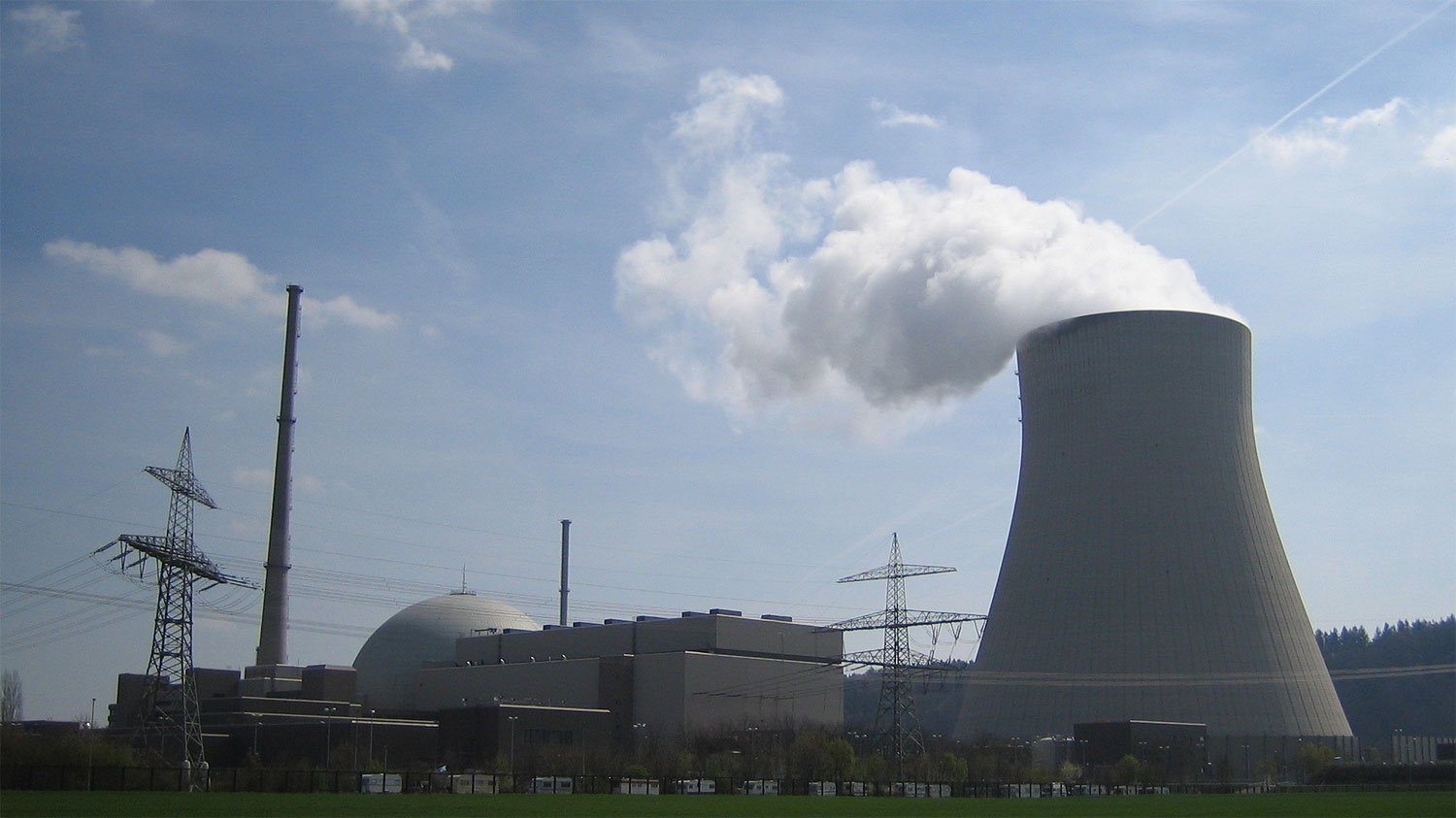
Blok 2

W 1982 r. rozpoczęto budowę bloku 2 w elektrowni Isar. Pierwszego uruchomienia dokonano w styczniu 1988 r., natomiast do sieci blok został włączony 9 kwietnia tego roku. W latach 1994, 1999–2004, 2006, 2011 oraz 2013 blok 2 elektrowni Isar był na 1. miejscu na świecie pod względem ilości wyprodukowanej energii elektrycznej przez reaktor jądrowy. Zgodnie z postanowieniami ws. rezygnacji z energii jądrowej w Niemczech z 2010 r. planowany termin wyłączenia drugiego bloku Isar przewidywany był na 2034 r. W związku z katastrofą w elektrowni jądrowej Fukushima Daiichi zaostrzono te plany, a zgodnie z nową perspektywą wyłączenie elektrowni Isar ma nastąpić 31 grudnia 2022 r, jednak ostateczne wyłączenie nastąpiło 15 kwietnia 2023 roku o godzinie 23:52 i tym samym zamknięto ostatnią elektrownię jądrową w Niemczech.
 

## Dane techniczne

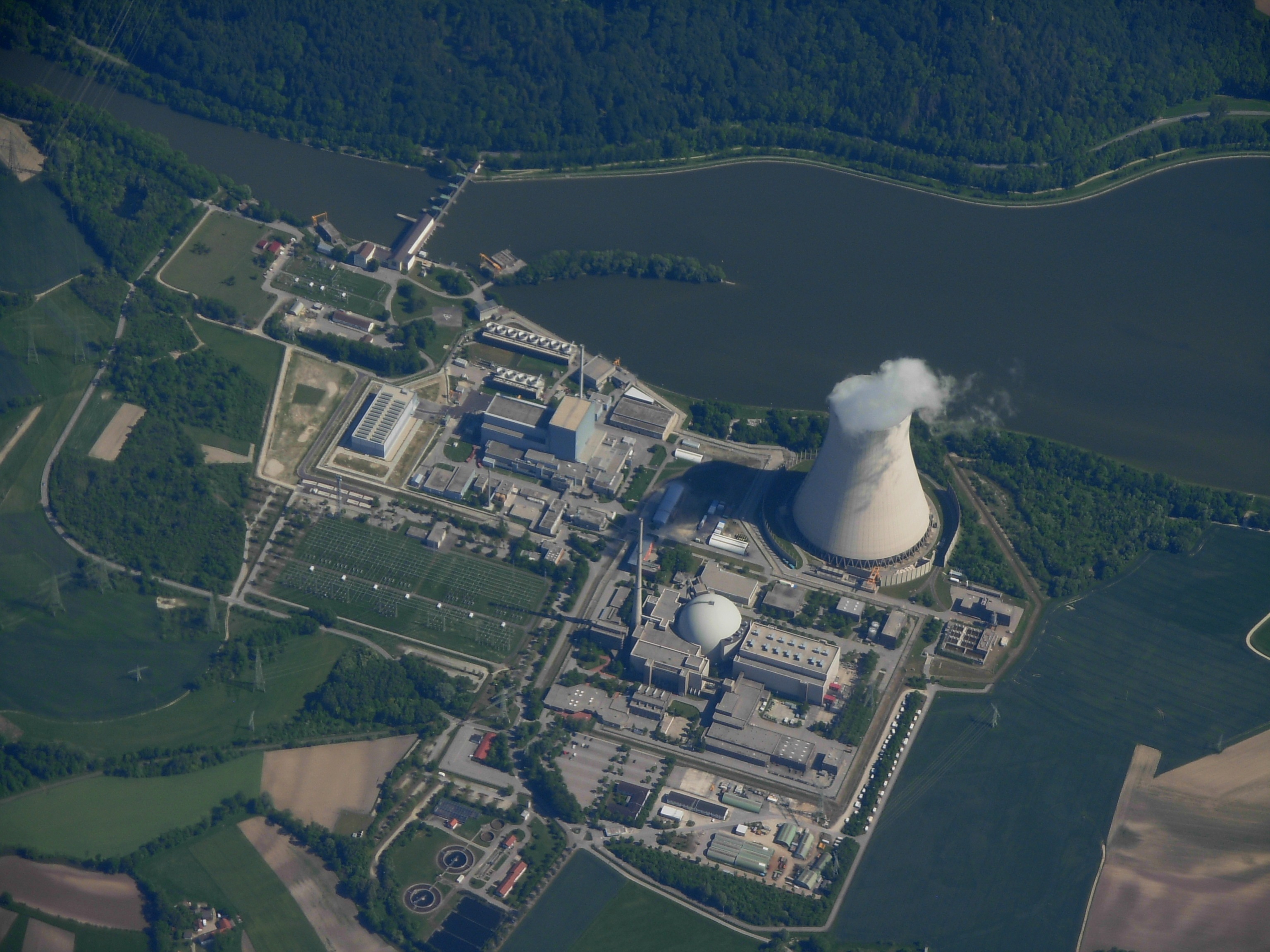
Widok na elektrownię z lotu ptaka

| Blok   | Typ | Model      | Stan           | Rozpoczęcie budowy | Włączenie do sieci | Rozpoczęcie działalności komercyjnej | Wyłączenie z eksploatacji | Moc elektryczna netto | Moc elektryczna brutto | Moc termiczna | Źródło |
| ------ | --- | ---------- | -------------- | ------------------ | ------------------ | ------------------------------------ | ------------------------- | --------------------- | ---------------------- | ------------- | ------ |
| Isar-1 | BWR | KWU BWR-69 | Zamknięty      | maj 1972           | grudzień 1977      | marzec 1979                          | sierpień 2011             | 878 MW                | 912 MW                 | 2575 MW       | [ 11 ] |
| Isar-2 | PWR | KWU Konvoi | W eksploatacji | wrzesień 1982      | styczeń 1988       | kwiecień 1988                        | 15 kwietnia 2023          | 1410 MW               | 1485 MW                | 3950 MW       | [ 12 ] |